# ヘラクレス千賀
バナナ千賀（バナナせんが、1984年1月2日 - ）は、日本の男性プロレスラー。本名：千賀 達人（せんが たつひと）。大阪府豊中市出身。血液型B型。

## 経歴
2004年5月16日、闘龍門の13期生としてメキシコのアレナ・コリセオにて大椙努（現：ツトム・オースギ）戦にてデビュー。後にサルサチーム「ロス・サルセロス・ハポネセス」の、ひよっこ団員としてバナナ千賀に改名。
片腕に大きなバナナクッションをはめて皮をむく入場スタイルに黄色い声援が飛び交う。その後、Ken45°に「負けたら軍団Ken入りマッチ」を組まれて軍団入り。すぐに調子に乗る生意気な構成員としてKenの手を焼かせる。
みちのくプロレスに主戦場として参戦。プロレスリングElDoradoに所属。大鷲透の軍団に入るべくリングネームをヘラクレスオオ千賀に改名する。
2007年8月30日、みちのくプロレスのふく面ワールドリーグ戦に登場した、しばてんは彼の変身で、しばてんとしては普段は見せないパワーファイトも見せて以降、みちのくプロレスには「しばてん」として参戦していた。
2007年4月、ARABAKI ROCK FEST.にて千賀永吉で登場（あくまでパロディ）。
2008年、ElDoradoの解散後に親会社のソウルコネクション所属となる。そして、ツトム・オースギとタッグチーム「SOS（Speed of Sounds）」を結成。この頃から大日本プロレスにも参戦してMEN'Sテイオーが率いる「MEN’S CULB」に加わっている。
2009年、SOSに大鷲透を加えたユニット「鷲OS」を結成して自主興行「紅白プロレス合戦」開催を発表。11月、ソウルコネクション解散になり、フリーとなる。主に、みちのくプロレスと大日本プロレスとプロレスリングBASARAに参戦している。
2018年7月12日、プロレスリングBASARAで行われた「二大改名マッチ ノンブレ・コントラ・ノンブレ」でベストストレッチマンV3に敗北してバナナ千賀に再改名させられた。
兄が山崎真実のマネージャーを務めており、山崎が試合を観戦に訪れたことがある。

### みちのくプロレス
しばてん
河童をモチーフにした日本の覆面レスラー。

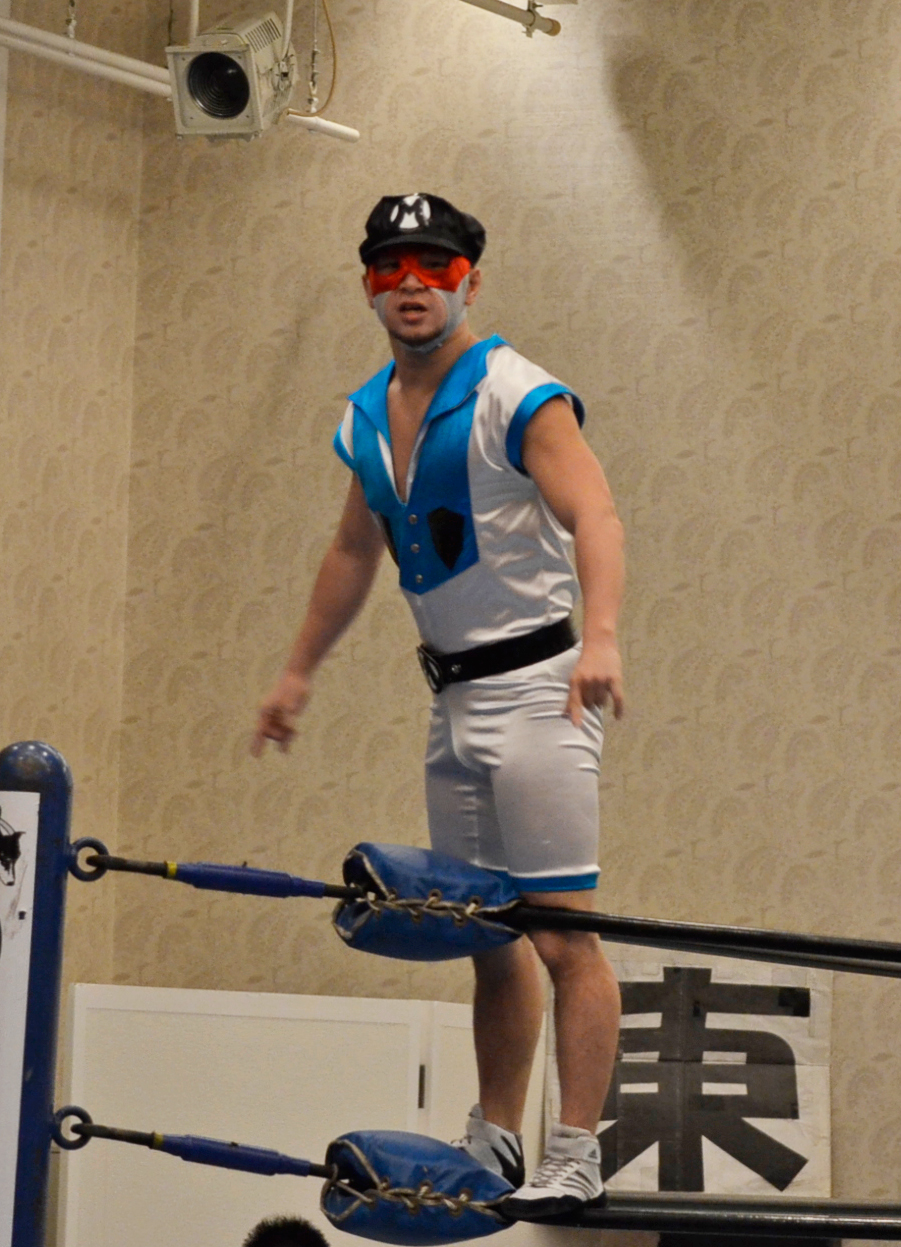
ヤッペーマン1号
ヤッターマンをモチーフにした日本の覆面レスラー。
2009年3月14日、みちのくプロレス矢巾町民総合体育館大会でヤッペーマン2号と共にデビュー。
2013年、酒に酔っていた際に、みちのくプロレス専用車のフロントガラスに虫が止まっていたことから蹴りを繰り出しガラスを破壊してしまう。次回大会からガラス弁償代、臨時レンタカー代、その他諸々の費用が興行でのギャラでは不足のため、「ヤッペーマン1号お助け募金」を各試合会場に設置して呼びかける始末となる。
2014年2月15日、みちのくプロレス新木場1stRING大会で正体を明かした。

## 得意技
バナナ千賀
- バナナシュート
- シュガースポット
- トラースキック

ヘラクレス千賀
- ヘラクレスシュート
- シェイパー
- 黄龍
- トラースキック

ヤッペーマン1号
- 白い竜巻の術

スカイツイスタープレスと同型。
- トラースキック

## タイトル歴
- UWA世界タッグ王座
- 東北タッグ王座
- みちのくふたり旅優勝
- 千葉6人タッグ王座
- GWC認定6人タッグ王座
- TTT認定インディー統一タッグ王座
- TTT認定インディー統一6人タッグ王座
- ユニオンMAX王座
- IRON FIST TAG王座
- 板橋タッグ王座